# Diplocentrus formosus
El escorpión de manos gordas (Diplocentrus formosus) es una especie de escorpión perteneciente a la familia Diplocentridae que habita en México. Esta especie fue descrita por Armas y Martin-Frías en 2003. El nombre “formosus” deriva del adjetivo latino que significa hermoso.

## Descripción
En los machos, el color de su carapacho y terguitos es castaño amarillento, los pedipalpos son de color castaño amarillento muy claro, mientras que en las hembras la coloración es un poco más oscura. Son de tamaño medio, llegando a alcanzar una talla que va de los 4,5 a los 6,5 cm. Al igual que otros integrantes del género Diplocentrus, las tenazas son robustas y fuertes. En la base del aguijón presentan un tubérculo, parecido a una muesca.

## Distribución
Esta especie es endémica del estado de Oxaca, en México.
Fue descubierto en el estado de Tehuantepec.

## Ambiente terrestre
Se le halla en altitudes bajas, menores a los 100 m s. n. m., donde el tipo de vegetación dominante es la selva baja caducifolia, son de hábitos nocturnos, viven en hoyos profundos cavados en el suelo o en los cortes de tierra.

## Estado de conservación
No se encuentra dentro de ninguna categoría de riesgo en las normas nacionales e internacionales, esto debido en gran medida al bajo conocimiento que se tiene de la especie. 